# Ла Тест де Биш
Ла Тест де Биш (фр. La Teste-de-Buch) град је у Француској, у департману Жиронда.
По подацима из 1999. године број становника у месту је био 22.970.

## Демографија
| 1962.  | 1968.  | 1975.  | 1982.  | 1990.  | 1999.  | 2011.  |
| ------ | ------ | ------ | ------ | ------ | ------ | ------ |
| 11.085 | 15.064 | 15.831 | 18.038 | 20.331 | 22.970 | 24.505 |

## Партнерски градови
- Швајгерн
- Chipiona